# وهيبا .. اليد الحديدية (كتاب)
وهيبا .. اليد الحديدة, كتاب صدر في 2009, يحكي عن سيرة وإنجازات اللاعب عبد الله الوهيب. قام بأعداده صالح الجهني ويوسف الوهيب.